# Mińsk Mazowiecki
Mińsk Mazowiecki (udtale: [ˈmij̃sk mazɔˈvjɛtskʲi]  ( hør) "Masovisk Minsk") er en by og en kommune (Gmina) der ligger i det østlige, centrale Polen, i voivodskabet Masovien (Województwo mazowieckie) og har 40.467(2021) indbyggere og et areal på 13,12 km². Den er administrationsby i powiatet (amt) Mińsk.

## Beliggenhed
Mińsk Mazowiecki ligger historisk i regionen Masovien og administrativt i den østlige del af voivodskabet Masovien 37 km øst for Warszawas centrum og 20 fra Warszawas bygrænse.

## Historie
Den første omtale af bebyggelsen stammer fra 1300-tallet. Den 29. maj 1421 tildelte hertug Janusz 1. af Warszawa fra Piast-dynastiet Mińsk stadsrettigheder. Den første trækirke blev bygget i 1422, dog blev den ikke bevaret. I 1549 lå byen Sendomierz på den anden side af Srebrna-floden. I 1629 blev den nuværende kirke åbnet. I 1695 blev Sendomierz fusioneret med Mińsk. Det 18. århundrede var en tid med gradvis tilbagegang af Mińsk forbundet med gradvis tilbagegang af Den polsk-litauiske realunion.
Efter Polens tredje deling, i 1795, blev byen annekteret af Østrig. Efter den polske sejr i den østrig-polske krig i 1809 blev den en del af det kortvarige polske Hertugdømmet Warszawa. Efter hertugdømmets opløsning, i 1815, blev det en del af det russisk-kontrollerede Kongrespolen. Under Novemberopstanden var det skueplads for to kampe mellem polske oprørere og russiske tropper, udkæmpet den 26. april og 14. juli 1831.